# جایزه سینمایی انتخاب منتقدان برای بهترین صدابرداری
جایزه سینمایی انتخاب منتقدان برای بهترین صدابرداری (انگلیسی: Critics' Choice Movie Award for Best Sound)جایزه‌ای که توسط انجمن منتقدان پخش فیلم به فعالان بخش سینما داده می‌شود.

## لیست برنده‌ها و نامزدها

### دهه ۲۰۰۰
۲۰۰۹: آواتار (فیلم ۲۰۰۹)
- منطقه ۹
- مهلکه
- نه (فیلم ۲۰۰۹)
- پیشتازان فضا (فیلم)

### دهه ۲۰۱۰
۲۰۱۰: تلقین (فیلم)
- ۱۲۷ ساعت
- قوی سیاه (فیلم ۲۰۱۰)
- شبکه اجتماعی (فیلم)
- داستان اسباب‌بازی ۳

۲۰۱۱: هری پاتر و یادگاران مرگ - قسمت دوم
- هیوگو (فیلم)
- سوپر هشت
- درخت زندگی (فیلم)
- اسب جنگی